# 保土ヶ谷宿

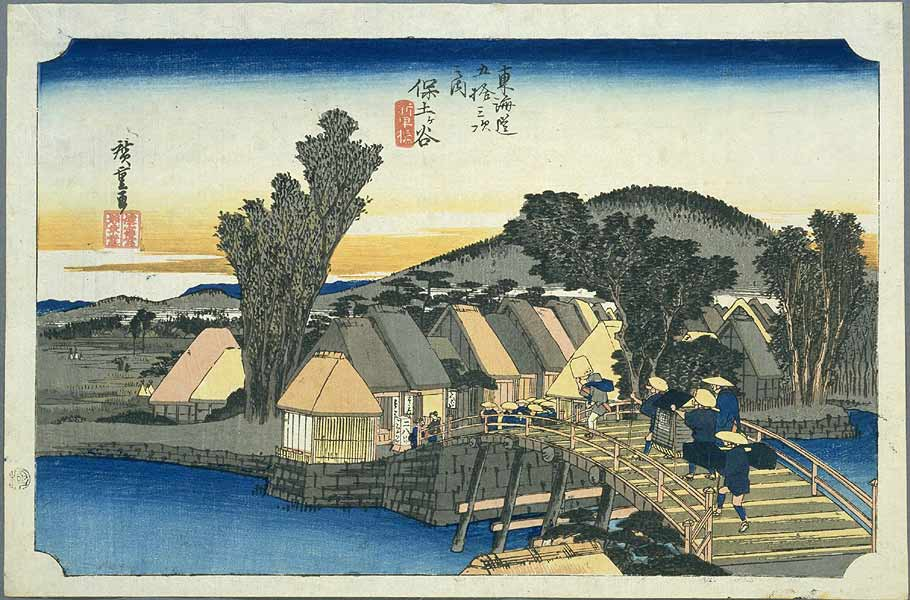
保土ヶ谷宿・帷子橋
（歌川広重『東海道五十三次』より）

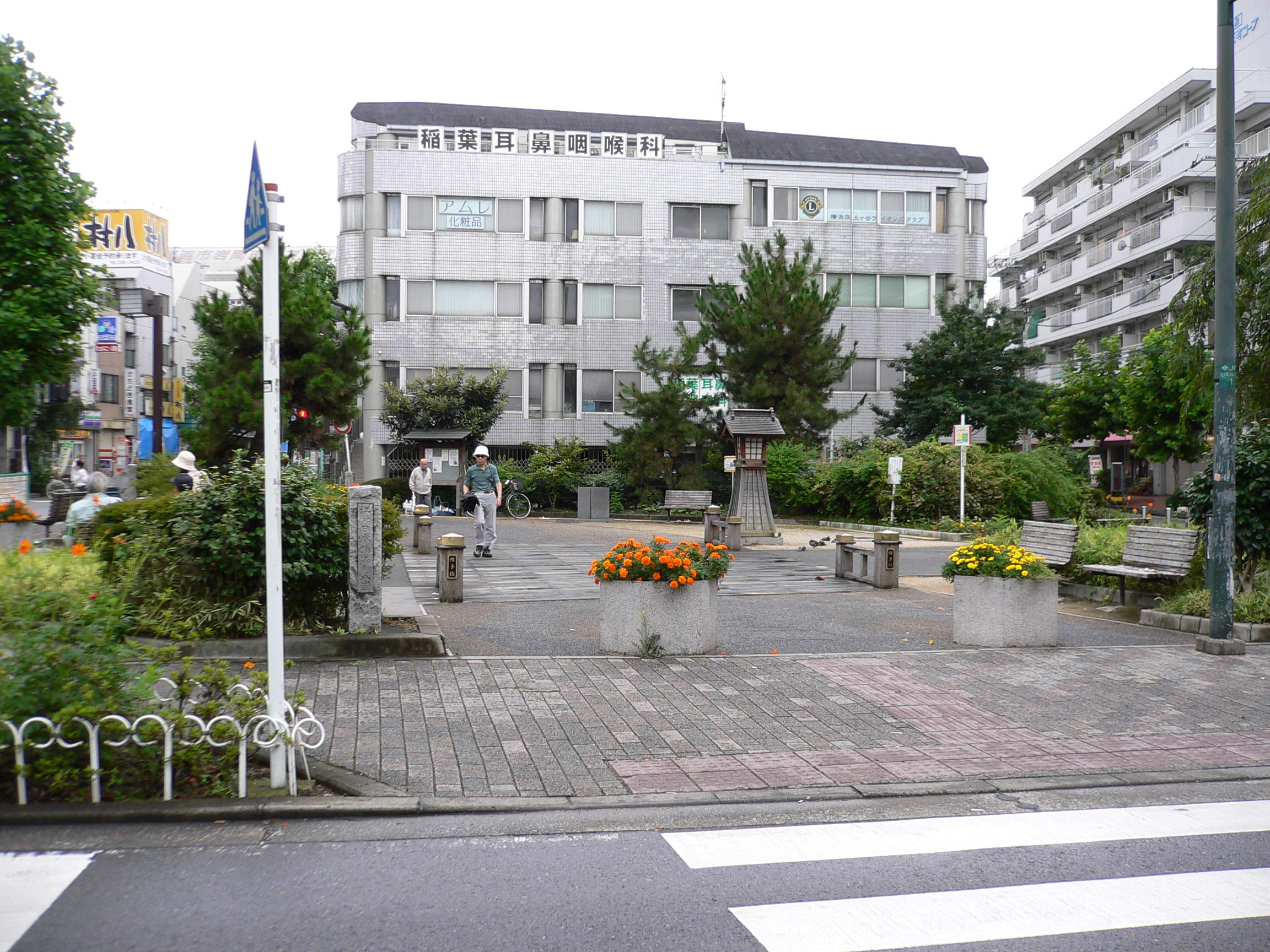
現在の帷子橋跡（天王町駅前）

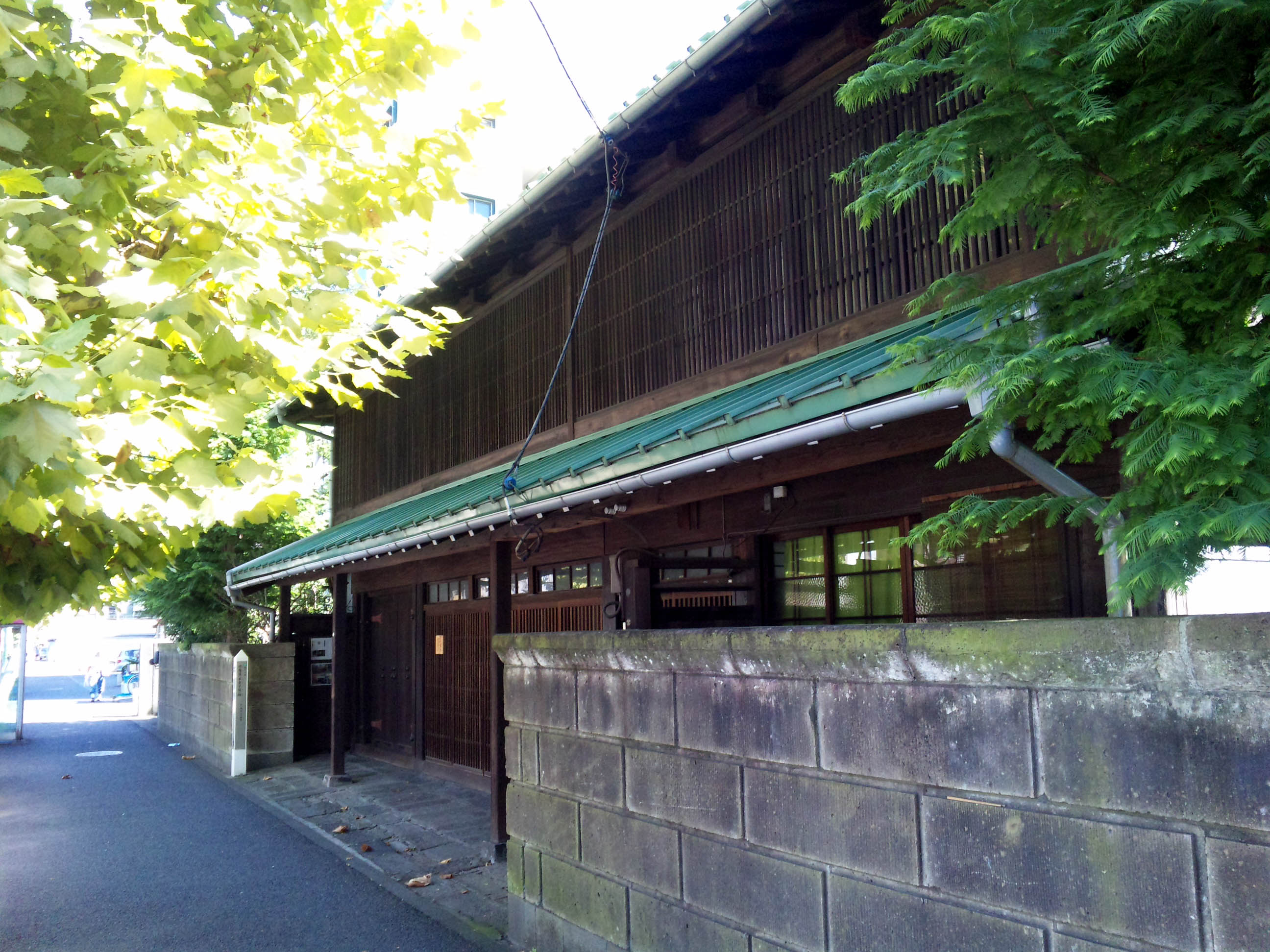
宿場跡

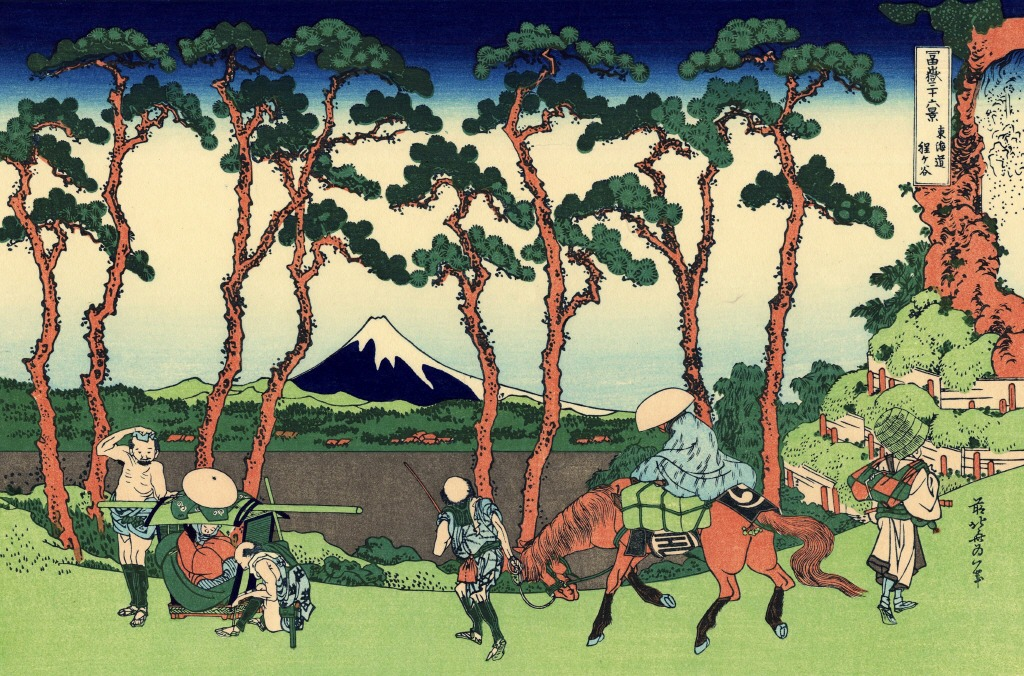
葛飾北斎「冨嶽三十六景・東海道程ヶ谷」

保土ヶ谷宿（ほどがやしゅく、ほどがやじゅく、程ヶ谷宿とも書く）は、東海道五十三次の4番目の宿場である。東海道では武蔵国最西端の宿場町である。

## 概要
1601年（慶長6年）、武蔵国橘樹郡程ヶ谷（現在の神奈川県横浜市保土ケ谷区）に置かれた。
程ヶ谷町、岩間町、神戸町、帷子町の4町からなり、神奈川宿から南西に進んだ旧東海道は、芝生村から江戸見附（現在の天王町駅付近）を越えて宿場へ入り、帷子橋を渡って下岩間町・帷子田町・下神戸町・帷子上町・上神戸町・上岩間町・程ヶ谷町と町並みが続く。程ヶ谷町には問屋場や助郷会所などがあり、さらに現在の東海道線踏切を越えた保土ヶ谷橋交差点付近にあった本陣で大きく西に折れ、茶屋町の先にあった上方見附を経て宿場を出ると元来宿場のあった元町を通り、権太坂を登って東戸塚駅方面へ進む。
1648年（慶安元年）までは元町付近に宿場があり、東海道も西北の位置にあったが、新町（下岩間町 - 程ヶ谷茶屋町）が起立して道筋も変更になった。新町起立の経緯や道筋変更の由来は現在も明らかになっていない。なお、保土ヶ谷宿の正式なエリアは芝生村追分（現在の横浜市営バス浅間町営業所付近）から境木立場（境木地蔵尊付近）までとされており、このため権太坂を保土ヶ谷宿に含めることが多い。
広重『東海道五十三次』の保土ヶ谷・新町橋（帷子橋）に描かれた橋は河川改修により位置が変わっており、旧橋は天王町駅前公園内に移され「旧帷子橋跡」として保存されている。

## 本陣・苅部氏
保土ヶ谷本陣・苅部氏の祖先は後北条氏の家臣で、武蔵国・鉢形城の城代家老を務めていた苅部豊前守康則。
1590年（天正18年）北条家が豊臣秀吉に敗れた時に、康則の子・苅部出羽守吉里も戦死、吉里の子・吉重は先祖の菩提を弔うため信州の善光寺に止まるが、1601年（慶長6年）吉重の二男である初代苅部清兵衛が幕府の命で先祖の領地・保土ヶ谷に戻され、保土ヶ谷宿の本陣・名主・問屋の三役を拝命、1870年（明治3年）に本陣が廃止となるまでの約270年11代にわたり三役を務め、歴代当主が苅部清兵衛を名乗ってきた。
1705年（宝永2年）には、6代清兵衛の娘に豪商・紀伊國屋文左衛門の二男を入り婿に迎え（7代目清兵衛吉一）、
その持参金で本陣の借財の返済に充てたと言われている。
10代当主・苅部清兵衛悦甫は初代横浜総年寄を任命され町の行政を担い、横浜港開港、横浜道の開発に大きな役割を果たし、吉田勘兵衛、高島嘉右衛門とともに横浜三名士といわれた。
明治元年の明治天皇東幸時に姓を「苅部」から「軽部」に改称、現在も同地に居住している。11代清兵衛悦巽も、保土ヶ谷宿の三役と横浜町の総年寄を務めた。清兵衛の孫娘・タマは、昭和天皇の乳母をつとめている。

## 旧街道
東海道の他、以下の街道が保土ヶ谷宿周辺から分岐していた。
金沢鎌倉道金沢横町 - 清水が丘 - 弘明寺 - 上大岡 - 杉田（ - 金沢八景） - 円海山 - 鎌倉
八王子道追分 - 町田 - 八王子 - 甲州街道
大山道（相州道）大門 - 川島 - 二俣川 - 大和 - 厚木 - 大山

## 名所・旧跡
（東京側より）
- 江戸方見附跡：東京側の見附
- 旧帷子橋跡
- 助郷会所跡
- 問屋場跡
- 高札場跡
- 金沢横町道標
- 本陣跡
- 一里塚：江戸から8番目の一里塚
- 上方見附跡：京都側の見附
- 権太坂：保土ヶ谷宿を出て戸塚宿へ向かう坂

## 最寄り駅
JR横須賀線・湘南新宿ライン 保土ケ谷駅または相鉄本線天王町駅

## 隣の宿場
神奈川宿 - 保土ヶ谷宿 - 戸塚宿